# NGC 2962
NGC 2962 est une galaxie lenticulaire située dans la constellation de l'Hydre. NGC 2962 a été découverte par l'astronome allemand Albert Marth en 1864.

## Caractéristiques
NGC 2962 présente une large raie HI.

### Distance
Sa vitesse par rapport au fond diffus cosmologique est de 2 301 ± 24 km/s, ce qui correspond à une distance de Hubble de 33,9 ± 2,4 Mpc (∼111 millions d'al). 
À ce jour, deux douzaines de mesures non basées sur le décalage vers le rouge (redshift) donnent une distance de 33,512 ± 6,252 Mpc (∼109 millions d'al), ce qui est à l'intérieur des valeurs de la distance de Hubble.

### Morphologie
NGC 2962 a été utilisée par Gérard de Vaucouleurs comme une galaxie de type morphologique (R2')SAB(s)b dans son atlas des galaxies,.

## Galaxies satellites
Le relevé astronomique SAGA destiné à la recherche de galaxies satellites en orbite autour d'une autre galaxie a permis de confirmer la présence de quatre galaxies satellites pour NGC 2962.

## Supernova
La supernova SN 1995D a été découverte dans NGC 4340 le 2 février 1995 l'astronome amateur japonaise Reiki Kushida. Cette supernova était de type Ia.

## Groupe de NGC 2966
Avec les galaxies NGC 2966 et UGC 5107, NGC 2962 forme un petit groupe de galaxies, le groupe de NGC 2962.